# Owlang-e Amānābād
Owlang-e Amānābād är en ort i Iran.   Den ligger i provinsen Khorasan, i den nordöstra delen av landet, 700 km öster om huvudstaden Teheran. Owlang-e Amānābād ligger 1 238 meter över havet och antalet invånare är 707.
Terrängen runt Owlang-e Amānābād är platt åt sydost, men åt nordväst är den kuperad. Terrängen runt Owlang-e Amānābād sluttar österut. Runt Owlang-e Amānābād är det ganska tätbefolkat, med 185 invånare per kvadratkilometer. Närmaste större samhälle är Molkābād, 3,9 km sydväst om Owlang-e Amānābād. Omgivningarna runt Owlang-e Amānābād är i huvudsak ett öppet busklandskap.